# Aeroportul Bremen
Aeroportul Bremen (IATA: BRE, ICAO: EDDW) este un aeroport din Neustadt, Bremen-Süd⁠(d), Bremen, Bremen, Germania ce deservește zona Bremen. Aeroportul a fost tranzitat în 2022 de 1.493.007 pasageri. A fost deschis în 1913 și numit după zona deservită.
Situat la o altitudine de 4 m, aeroportul dispune de 2 piste.

## Infrastructură

### Piste
Aeroportul dispune de 2 piste. Pista 09/27 are suprafața de asfalt și dimensiunile 2.040 m × 45 m. Pista 23 are suprafața de asfalt și dimensiunile 700 m × 23 m. 

## Destinații
Acest aeroport nu are deocamdată legături directe cu România